# Nourhein Belhaj Salem
Nourhein Belhaj Salem (arabe : نورهان بالحاج سالم), née le 6 juillet 2003, est une athlète handisport tunisienne. Elle participe aux épreuves de lancer de classe F40, réservées aux personnes de petite taille.

## Carrière
Nourhein Belhaj Salem est médaillée d'argent du lancer du poids F40 aux Jeux paralympiques d'été de 2020 à Rio de Janeiro, à l'âge de 18 ans,,.